# 84.ª edición de los Premios Óscar
La 84.ª edición de los Óscar premió a las mejores películas de 2011. Organizada por la Academia de Artes y Ciencias Cinematográficas, tuvo lugar en el Teatro Kodak de Los Ángeles (Estados Unidos) el 26 de febrero de 2012. Billy Crystal fue el presentador.
Las nominaciones se hicieron públicas el 24 de enero de 2012 en el Teatro Samuel Goldwyn de Los Ángeles por el presidente de la Academia, Tom Sherak y la actriz Jennifer Lawrence.
The Artist fue la película triunfadora de esta edición con 5 estatuillas y la convirtió en la segunda película muda en ganar el Óscar a la mejor película,  la última en lograrlo fue Wings (la primera receptora en la primera edición de los premios Óscar celebrada en 1929), además es la primera producción francesa en ganar dicha categoría (aunque estrictamente no se le considera como una película de habla no inglesa por estar hablada en inglés), también se convirtió en la primera película en blanco y negro en ganar la estatuilla, desde que  La lista de Schindler lo hiciera por última vez en 1993 y adicionalmente es la primera película con el formato 4:3 en ganar desde Marty en 1955. Por su parte su protagonista Jean Dujardin se convirtió en el primer actor francés en ganar el Óscar en su categoría. 
Con su último triunfo Meryl Streep se convierte en la quinta persona en ganar 3 Óscar por sus interpretaciones. 
Christopher Plummer y Max Von Sydow fueron los actores más longevos en competir en esta edición en la categoría de Mejor actor de reparto, siendo Plummer quien ganaría la estatuilla a la edad de 82 años, convirtiéndolo en el ganador más longevo en dicha categoría superando al actor George Burns quien ganó el Óscar a los 80 años en 1976.
Esta edición tampoco estuvo fuera de controversia. La película Extremely Loud and Incredibly Close dio la sorpresa al conseguir dos nominaciones entre ellas la de Mejor película siendo objeto de polémica, la nominación fue ampliamente criticada por la prensa cinematográfica y audiencia debido a sus malas reseñas y pobre desempeño en taquilla, en el sitio web Rotten tomatoes cuenta con una puntuación baja del 45 % lo que le valió ser considerada como «La película candidata peor valorada de la última década» según la revista The Huffington Post, otras editoriales especializadas como The Guardian calificaron a la película como «una de la peores candidatas a mejor película de toda la historia» a lado de otras polémicas candidatas como Doctor Dolittle, mientras que The Washington Post también calificó la nominación como «decepcionante» por quitarle la oportunidad de que producciones más exitosas y aclamadas de ese año como Drive, La Chica del Dragon Tatuado y Harry Potter y las reliquias de la muerte - Parte 2 fuesen nominadas por la academia en la categoría principal. Pese a ello la película no ganaría ninguno de los dos premios a las que aspiraba.
Finalmente el cortometraje Tuba Atlantic sería descalificada después de la ceremonia al descubrirse que la producción noruega fue estrenada por primera vez en televisión en 2010, siendo la sexta  descalificación de la historia del Óscar desde la 65.ª edición de los Premios Óscar celebrada en 1993.

## Ganadores y nominaciones

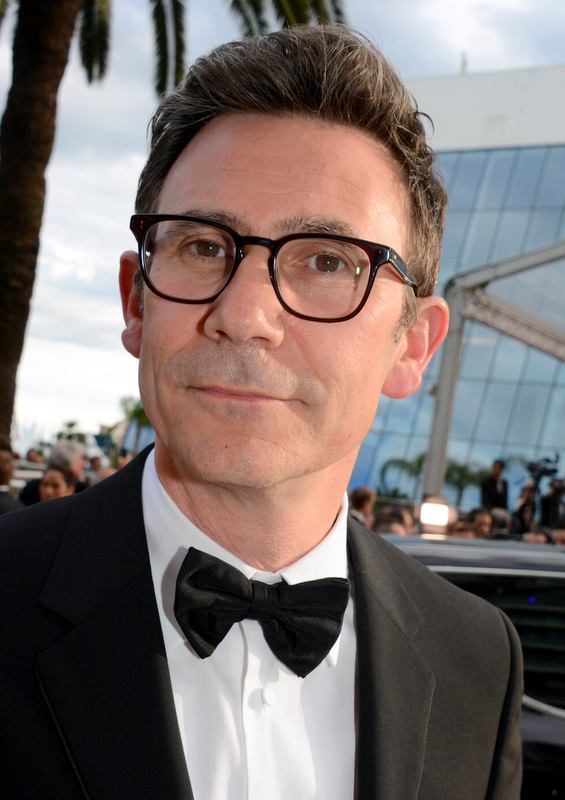
Michel Hazanavicius fue el ganador del Óscar al mejor director por The Artist.

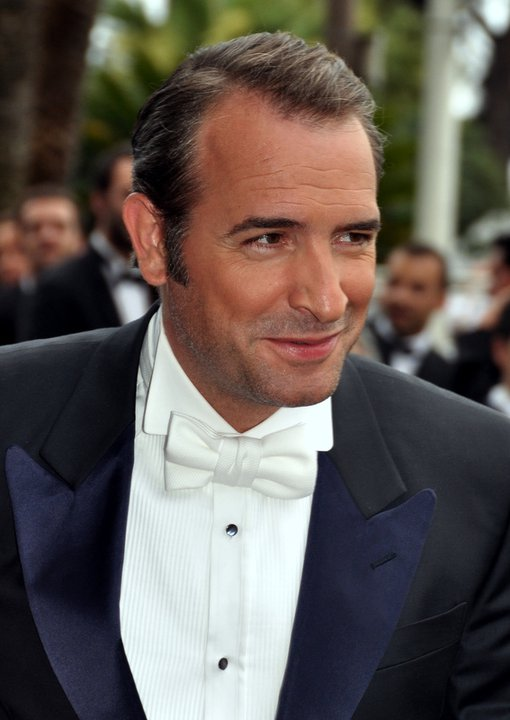
Jean Dujardin fue el ganador del Óscar al mejor actor por The Artist.

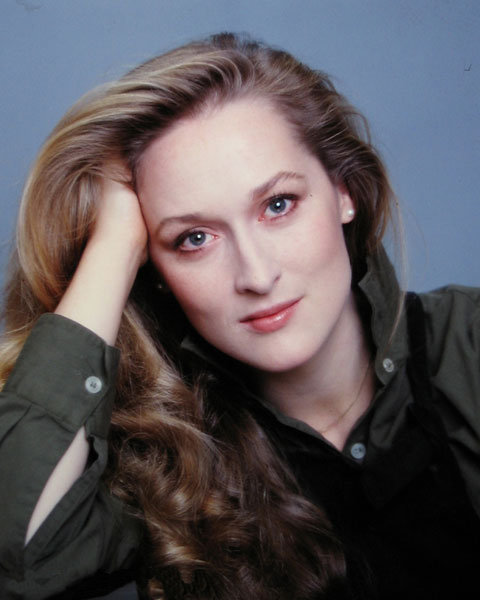
Meryl Streep fue la ganadora del Óscar a mejor actriz por La dama de hierro.

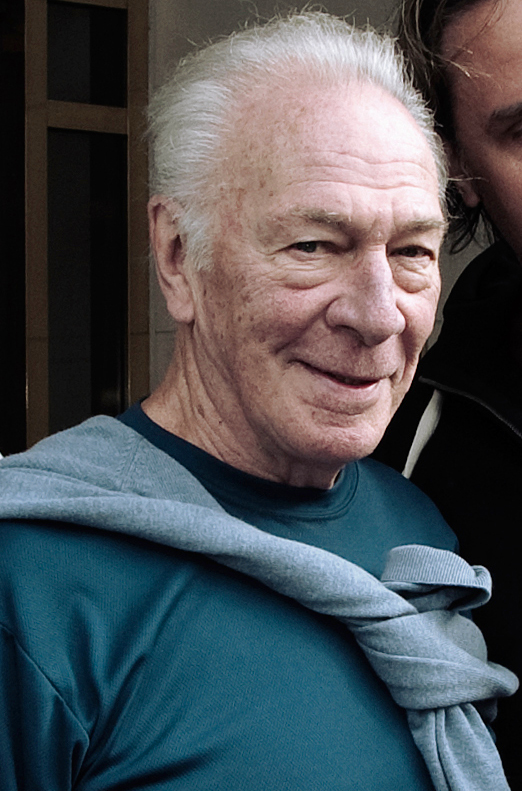
Christopher Plummer fue el ganador del Óscar a mejor actor de reparto por Beginners.

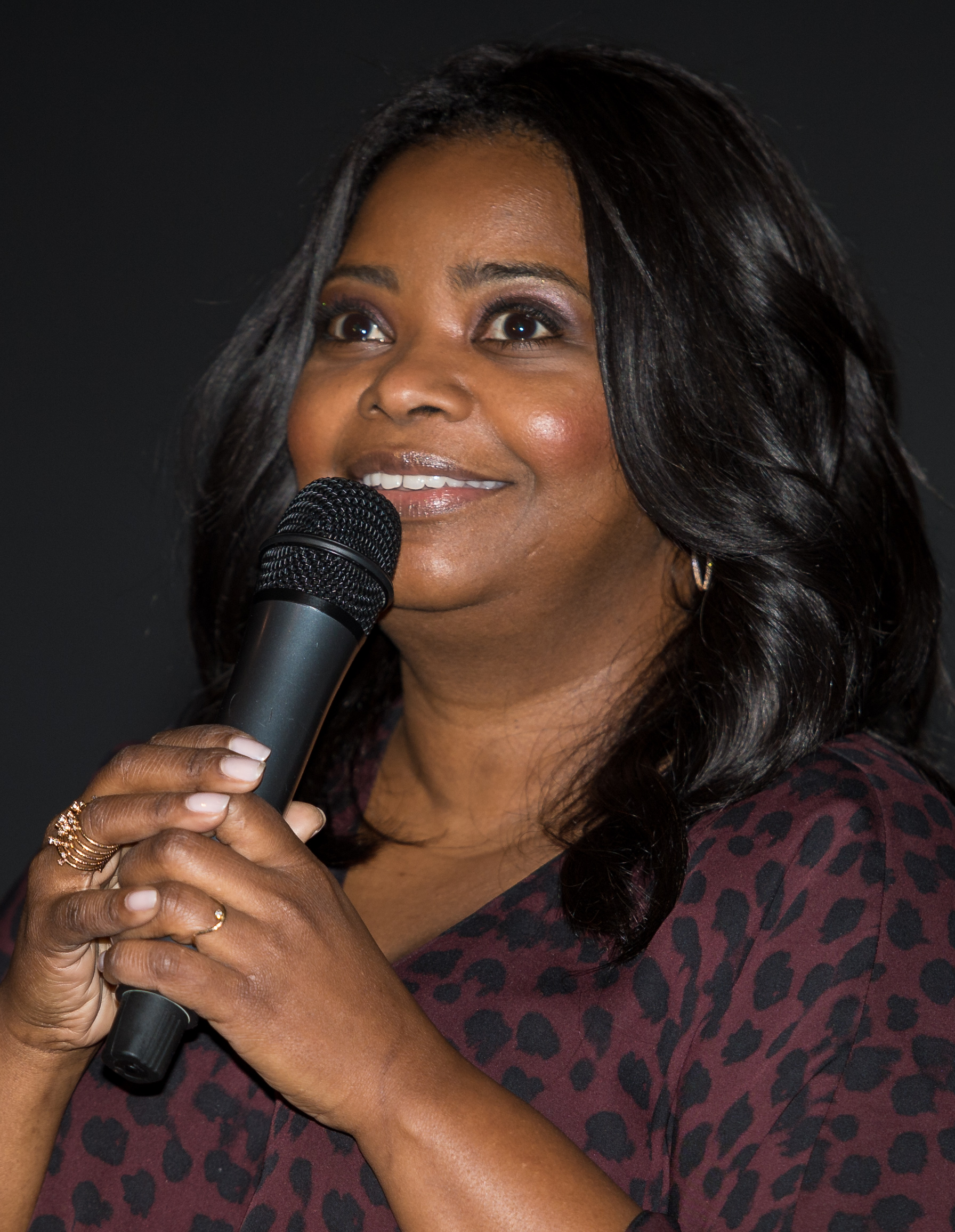
Octavia Spencer fue la ganadora del Óscar a la mejor actriz de reparto por The Help.

Indica el ganador dentro de cada categoría.
| Mejor película Presentado por: Tom Cruise | Mejor director Presentado por: Michael Douglas |
| --- | --- |
| The Artist — Thomas Langmann | Michel Hazanavicius — The Artist |
| - The Tree of Life (El árbol de la vida) — Sarah Green, Bill Pohlad, Dede Gardner y Grant Hill - Extremely Loud and Incredibly Close (Tan fuerte, tan cerca) — Scott Rudin. - Hugo (La invención de Hugo) — Graham King y Martin Scorsese - The Descendants (Los descendientes) — Jim Burke, Alexander Payne y Jim Taylor - Midnight in Paris (Medianoche en París) — Letty Aronson y Stephen Tenenbaum - Moneyball — Michael De Luca, Rachael Horovitz y Brad Pitt - The Help (Criadas y señoras) — Brunson Green, Chris Columbus y Michael Barnathan - War Horse — Steven Spielberg y Kathleen Kennedy. | - Woody Allen — Midnight in Paris (Medianoche en París) - Terrence Malick — The Tree of Life (El árbol de la vida) - Alexander Payne — The Descendants (Los descendientes) - Martin Scorsese — Hugo (La invención de Hugo) |
| Mejor actor Presentado por: Natalie Portman | Mejor actriz Presentado por: Colin Firth |
| Jean Dujardin — The Artist como George Valentin | Meryl Streep — The Iron Lady (La dama de hierro) como Margaret Thatcher |
| - Demián Bichir — A Better Life (Una vida mejor) como Carlos Galindo - George Clooney — The Descendants (Los descendientes) como Matt King - Gary Oldman — Tinker Tailor Soldier Spy (El topo) como George Smiley - Brad Pitt — Moneyball como Billy Beane | - Glenn Close — Albert Nobbs como Albert Nobbs - Viola Davis — The Help (Criadas y señoras) como Aibileen Clark - Rooney Mara — The Girl with the Dragon Tattoo como Lisbeth Salander - Michelle Williams — My Week with Marilyn (Mi semana con Marilyn) como Marilyn Monroe |
| Mejor actor de reparto Presentado por: Melissa Leo | Mejor actriz de reparto Presentado por: Christian Bale |
| Christopher Plummer — Beginners como Hal Fields | Octavia Spencer — The Help (Criadas y señoras) como Minny Jackson |
| - Kenneth Branagh — My Week with Marilyn (Mi semana con Marilyn) como Laurence Olivier - Jonah Hill — Moneyball como Peter Brand - Nick Nolte — Warrior como Paddy Conlon - Max von Sydow — Extremely Loud and Incredibly Close (Tan fuerte, tan cerca) como el Inquilino | - Bérénice Bejo — The Artist como Peppy Miller - Jessica Chastain — The Help (Criadas y señoras) como Celia Foote - Melissa McCarthy — Bridesmaids (La boda de mi mejor amiga) como Megan - Janet McTeer — Albert Nobbs como Hubert Page |
| Mejor guion original Presentado por: Angelina Jolie | Mejor guion adaptado Presentado por: Angelina Jolie |
| Midnight in Paris (Medianoche en París) — Woody Allen | The Descendants (Los descendientes) — Alexander Payne, Nat Faxon y Jim Rash basado en el libro The Descendants por Kaui Hart Hemmings |
| - Yodaí-e Nader az Simín (Nader y Simin, una separación) — Asghar Farhadi - Bridesmaids (La boda de mi mejor amiga) — Annie Mumol y Kristen Wiig - Margin Call — J. C. Chandor - The Artist — Michel Hazanavicius | - Hugo (La invención de Hugo) — John Logan basado en el libro The Invention of Hugo Cabret por Brian Selznick - Moneyball — Steven Zaillian, Aaron Sorkin y Stan Chervin basado en el libro Moneyball por Michael Lewis - The Ides of March (Los idus de marzo) — George Clooney, Grant Heslov y Beau Willimon basado en el libro Farragut North por Beau Willimon - Tinker Tailor Soldier Spy (El topo) — Bridget O'Connor y Peter Straughan basado en el libro El topo por John le Carré                                             |
| Mejor película de animación Presentado por: Chris Rock | Mejor película extranjera (de habla no inglesa) Presentado por: Sandra Bullock |
| Rango — Gore Verbinski | Yodaí-e Nader az Simín (Nader y Simin, una separación) (Irán) en persa — Asghar Farhadi |
| - Chico y Rita — Fernando Trueba y Javier Mariscal - Puss in boots (El Gato con Botas) — Chris Miller - Kung Fu Panda 2 — Jennifer Yuh Nelson - Une vie de chat (Un gato en París) — Alain Gagnol y Jean-Loup Felicioli | - Bullhead (Bélgica) en neerlandés y francés — Michaël R. Roskam - Footnote (Hearat Shulayim) (Israel) en hebreo — Joseph Cedar - W ciemnosci (In Darkness) (Polonia) en polaco — Agnieszka Holland - Monsieur Lazhar (Profesor Lazhar) (Canadá) en francés — Philippe Falardeau |
| Mejor documental largo Presentado por: Gwyneth Paltrow y Robert Downey Jr. | Mejor documental corto Presentado por: Rose Byrne, Ellie Kemper, Melissa McCarthy, Wendi McLendon-Covey, Maya Rudolph y Kristen Wiig |
| Undefeated — TJ Martin, Dan Lindsay y Richard Middlemas | Salvar la cara — Sharmeen Obaid-Chinoy y Daniel Junge |
| - Hell and Back Again — John Maloofas, Charlie Siskel - If a Tree Falls: A Story of the Earth Liberation Front — Danfung Dennis y Mike Lerner - Paradise Lost 3: Purgatory — Joe Berlinger y Bruce Sinofsky - Pina — Wim Wenders y Gian-Piero Ringel | - God Is the Bigger Elvis — Rebecca Cammisa y Julie Anderson - Incident in New Baghdad — James Spione - The Barber of Birmingham: Foot Soldier of the Civil Rights Movement — Robin Fryday y Gail Dolgin - The Tsunami and the Cherry Blossom — Lucy Walker y Kira Carstensen |
| Mejor cortometraje Presentado por: Rose Byrne, Ellie Kemper, Melissa McCarthy, Wendi McLendon-Covey, Maya Rudolph y Kristen Wiig | Mejor cortometraje animado Presentado por: Rose Byrne, Ellie Kemper, Melissa McCarthy, Wendi McLendon-Covey, Maya Rudolph y Kristen Wiig |
| The Shore — Terry Georg y Oorlagh George | The Fantastic Flying Books of Mr. Morris Lessmore — William Joyce y Brandon Oldenburg |
| - Pentecost — Peter McDonald y Eimear O'Kane - Raju — Max Zähle y Stefan Gieren - Time Freak — Andrew Bowler y Gigi Causey - Tuba Atlantic — Hallvar Witzø (nominación revocada) | - A Morning Stroll — Grant Orchard y Sue Goffe - Dimanche — Patrick Doyon - La luna — Enrico Casarosa - Wild Life — Amanda Forbis y Wendy Tilby |
| Mejor banda sonora Presentado por: Penélope Cruz y Owen Wilson | Mejor canción original Presentado por: Will Ferrell y Zach Galifianakis |
| The Artist — Ludovic Bource | «Man or Muppet» — The Muppets (Los Muppets); compuesta por Bret McKenzie |
| - Hugo (La invención de Hugo) — Howard Shore - Las aventuras de Tintín: el secreto del Unicornio (Las aventuras de Tintín: el secreto del Unicornio) — John Williams - Tinker Tailor Soldier Spy (El topo) — Alberto Iglesias - War Horse — John Williams | - «Real in Rio»—Rio; compuesta por Sérgio Mendes y Carlinhos Brown |
| Mejor edición de sonido Presentado por: Tina Fey y Bradley Cooper | Mejor sonido Presentado por: Tina Fey y Bradley Cooper |
| Hugo (La invención de Hugo) — Philip Stockton y Eugene Gearty | Hugo (La invención de Hugo) — Tom Fleischman y John Midgley |
| - Drive — Lon Bender y Victor Ray Enis - The Girl with the Dragon Tattoo (Millennium: Los hombres que no amaban a las mujeres) — Ren Klyce - Transformers: Dark of the Moon (Transformers: el lado oscuro de la luna) — Ethan Van der Ryn y Erik Aadahl - War Horse — Richard Hyms y Gary Rydstrom | - Moneyball — David Parker, Michael Semanick, Ren Klyce y Bo Persson - The Girl with the Dragon Tattoo (Millennium: Los hombres que no amaban a las mujeres) — David Parker, Michael Semanick, Ren Klyce y Bo Persson - Transformers: Dark of the Moon (Transformers: el lado oscuro de la luna) — Greg P. Russell, Gary Summers, Jeffrey J. Haboush y Peter J. Devlin - War Horse — Gary Rydstrom, Andy Nelson, Tom Johnson y Stuart Wilson                                                                                           |
| Mejor dirección artística Presentado por: Tom Hanks | Mejor fotografía Presentado por: Tom Hanks |
| Hugo (La invención de Hugo) — Dante Ferretti y Francesca Lo Schiavo | Hugo (La invención de Hugo) — Robert Richardson |
| - Harry Potter and the Deathly Hallows: Part II (Harry Potter y las Reliquias de la Muerte: parte 2) — Stuart Craig y Stephenie McMillan - Midnight in Paris (Medianoche en París) – Anne Seibel y Hélène Dubreuil - The Artist — Laurence Bennett y Robert Gould - War Horse - Rick Carter y Lee Sandales | - The Tree of Life (El árbol de la vida) — Emmanuel Lubezki - The Artist — Guillaume Schiffman - The Girl with the Dragon Tattoo (Millennium: Los hombres que no amaban a las mujeres) — Jeff Cronenweth - War Horse — Janusz Kaminski |
| Mejor maquillaje Presentado por: Cameron Diaz y Jennifer Lopez | Mejor diseño de vestuario Presentado por: Cameron Diaz y Jennifer Lopez |
| The Iron Lady (La dama de hierro) — Mark Coulier y J. Roy Helland | The Artist — Mark Bridges |
| - Albert Nobbs — Martial Corneville, Lynn Johnston y Matthew W. Mungle - Harry Potter and the Deathly Hallows: Part II (Harry Potter y las Reliquias de la Muerte: parte 2) — Nick Dudman, Amanda Knight y Lisa Tomblin | - Anonymous — Lisy Christl - Hugo (La invención de Hugo) — Sandy Powell - Jane Eyre — Michael O'Connor - W.E. (Wallis y Eduardo: El romance del siglo) — Arianne Phillips |
| Mejor montaje Presentado por: Tina Fey y Bradley Cooper | Mejores efectos visuales Presentado por: Emma Stone y Ben Stiller |
| The Girl with the Dragon Tattoo (Millennium: Los hombres que no amaban a las mujeres) — Kirk Baxter y Angus Wall | Hugo (La invención de Hugo) — Rob Legato, Joss Williams, Ben Grossmann y Alex Henning |
| - Hugo (La invención de Hugo) — Thelma Schoonmaker - The Descendants (Los descendientes) — Kevin Tent - Moneyball — Christopher Tellefsen - The Artist — Anne-Sophie Bion y Michel Hazanavicius | - Harry Potter and the Deathly Hallows: Part II (Harry Potter y las Reliquias de la Muerte: parte 2) — Tim Burke, David Vickery, Greg Butler y John Richardson - Real Steel (Acero puro) — Erik Nash, John Rosengrant, Danny Gordon Taylor y Swen Gillberg - Rise of the Planet of the Apes (Rise of the Planet of the Apes) — Joe Letteri, Dan Lemmon, R. Christopher White y Daniel Barrett - Transformers: Dark of the Moon (Transformers: el lado oscuro de la luna) — Scott Farrar, Scott Benza, Matthew E. Butler y John Frazier |

1. ↑  En julio de 2012, la Academia revocó su nominación después de saber que la película fue transmitida por televisión en 2010.[6]

## Óscar honorífico
La Academia realizó su tercera edición de los Annual Governors Awards el 12 de noviembre de 2011, en el que se presentaron los galardonados. En la ceremonia, el galardón fue presentado por Meryl Streep.
- James Earl Jones por su legado de excelencia constante y versatilidad poco común.
- Dick Smith por su incomparable dominio de la textura, el tono, la forma y la ilusión.

## Premio Humanitario Jean Hersholt
En la ceremonia, el galardón fue presentado por Meryl Streep.
- Oprah Winfrey

## Premios y nominaciones múltiples
| Película                                                                                           | Candidaturas | Premios |
| -------------------------------------------------------------------------------------------------- | ------------ | ------- |
| Hugo (La invención de Hugo)                                                                        | 11           | 5       |
| The Artist                                                                                         | 10           | 5       |
| Moneyball                                                                                          | 6            | 0       |
| War Horse                                                                                          | 6            | 0       |
| The Descendants (Los descendientes)                                                                | 5            | 1       |
| The Girl with the Dragon Tattoo (Millennium: Los hombres que no amaban a las mujeres)              | 5            | 1       |
| Midnight in Paris (Medianoche en París)                                                            | 4            | 1       |
| The Help (Criadas y señoras)                                                                       | 4            | 1       |
| The Iron Lady (La dama de hierro)                                                                  | 2            | 2       |
| Yodaí-e Nader az Simín (Nader y Simin, una separación)                                             | 2            | 1       |
| Rango                                                                                              | 1            | 1       |
| Bullhead                                                                                           | 1            | 1       |
| The Muppets (Los Muppets)                                                                          | 1            | 1       |
| Albert Nobbs                                                                                       | 3            | 0       |
| The Tree of Life (El árbol de la vida)                                                             | 3            | 0       |
| Harry Potter and the Deathly Hallows: Part II (Harry Potter y las Reliquias de la Muerte: parte 2) | 3            | 0       |
| Tinker Tailor Soldier Spy (El topo)                                                                | 3            | 0       |
| Transformers: Dark of the Moon (Transformers: el lado oscuro de la luna)                           | 3            | 0       |
| Bridesmaids (La boda de mi mejor amiga)                                                            | 2            | 0       |
| Extremely Loud and Incredibly Close (Tan fuerte, tan cerca)                                        | 2            | 0       |
| My Week with Marilyn (Mi semana con Marilyn)                                                       | 2            | 0       |

## In Memoriam
El anual In Memoriam, fue presentado por Billy Crystal. La cantante Esperanza Spalding interpretó el clásico de Louis Armstrong "What a Wonderful World" Junto al Coro de Chicos de California del Sur.
| - Jane Russell – Actriz - Annie Girardot – Actriz - John Calley – Productor - Polly Platt – Diseñador de producción, productor - Ken Russell – Director, actor, escritor - Donald Peterman – Director de fotografía - Farley Granger – Actor - Whitney Houston – Actriz, cantante - Bingham Ray – Ejecutivo - Takuo Miyagishima – Ingeniero de diseño - Bert Schneider – Productor - Michael Cacoyannis – Director, escritor, productor - David Z. Goodman – Escritor - James Rodnunsky – Ingeniero - Peter E. Berger – Editor de montaje - Jack J. Hayes – Compositor, arreglista - Peter Falk – Actor - Cliff Robertson – Actor - Laura Ziskin – Productor | - Sidney Lumet – Director, productor, guionista - Sue Mengers – Talent agent - Steve Jobs – Ejecutivo - George Kuchar – Cineasta - Hal Kanter – Escritor, director - Theadora Van Runkle – Diseñador de vestuario - Tim Hetherington – Documentalista - Gene Cantamessa – Ingeniero de sonido - Gary Winick – Director, productor - Bill Varney – Ingeniero de sonido - Jackie Cooper – Actor, director - Gilbert Cates – Director, productor - Richard Leacock – Documentalista - James M. Roberts – Director ejecutivo de la Academia - Marion Dougherty – Director de cásting - Norman Corwin – Escritor, productor - Paul John Haggar – Ejecutivo de Posproducción - Joseph Farrell – Márketing - Ben Gazzara – Actor, director - Elizabeth Taylor – Actriz |